# ハナイチ
ハナイチ（はないち 1977年12月14日 - ）は、日本の実業家、デザイナー、イベンター、音楽家。多岐に渡り活動している。ファッションブランドまめた本舗代表者。広島県安芸郡府中町出身。血液型A型。本名：花田圭太郎（はなだけいたろう）

## 概要
音楽活動では元inconnue佐藤杏里・元rubii・「Basking Lite」のギタリスト妻夫木晋哉（妻夫木聡の実兄）とFed MUSICのドラマー秋元雄介らと「Full up」を結成。加えて音楽ユニットを大澤あけみと「Theオベントウ」を結成も共に活動休止となり、新たに「Start Alpha」を結成。ベース・作曲・編曲等を担当の上活動中。

## 人物
趣味はテレビゲームで、ドラゴンクエストXは発売日から今も続けている。戦国時代、犯罪史、宇宙、ビックリマンシール、特にレトロゲームにはかなり造詣が深く、一時期は50台ほどコレクションしていた。熱狂的な広島東洋カープファン。喫煙者。
広島県安芸郡府中町で育つ。小学校の同期生にテレビ西日本のアナウンサーの津野瀬果絵、バイきんぐ西村瑞樹がいる。西村瑞樹とは、小学校からの親友で現在でも定期的に飲みに行く仲。
中学時代から遠藤ミチロウ率いるザ・スターリンやセックス・ピストルズ等のパンク・ロックに傾倒し、同級生らとパンク・ロックバンドを結成し、高校卒業まで、広島ナミキジャンクションを中心に精力的なライブ活動を行っていた。
進学した広島国際学院高等学校（旧：広島電機大学付属高等学校）では、2学年上にアマレス兄弟のアマレス兄、1学年上に安田大サーカスのクロちゃん、同学年にD-SHADEの「HIBIKI」と「KEN」がいた。D-SHADEとは、何度か一緒にライブをやったことがあった。
高校卒業後、大学入学を口実に音楽家を目指すため、1年間の浪人生活を経て帝京大学経済学部へ入学するも、大学は後に中退。アルバイトをしながら積極的にバンド活動を行うも成功せず、アメリカ合衆国へ放浪の旅に出る等、しばらくフリーター状態であったが、一念発起し大手テレマーケティング会社へ入社。その後、同社を退職しTシャツ・雑貨を扱うファッションブランドまめた本舗への経営に参画し、代表者に就任し、並行して音楽活動を再開。木曽さんちゅうを実の兄のように慕っており、主宰イベントに数多く携わっている。時東ぁみとも仲が良く、イベント・グッズスポンサーとして携わっている。

## 過去の出演番組
- インターネットTV　あっ!とおどろく放送局
- 携帯ラジオ番組　T-SHIRTS ALIVE
- てくてくTV「あるいてあるいてなんじゃらホイ」
- ネットラジオ　ネタTシャツ定食ポッドキャスト
- ポッドキャスト「ザ・ノイジーズ」
- Cwave ケンメリの街はそりゃ大騒ぎ（月1回のレギュラー出演）
- プロレスリング・SECRET BASEの配信番組「シークレットトーク」に不定期出演。

## 雑誌掲載
- BIG Tomorrow 2010年6月号/2010年8月号/2013年8月号

## 楽曲提供
- ミスマッチグルメ ネタ中の楽曲を作曲。
- Wコロンのテーマ　とってもいい ～俺は破天荒～　作曲。